# Salmó reial

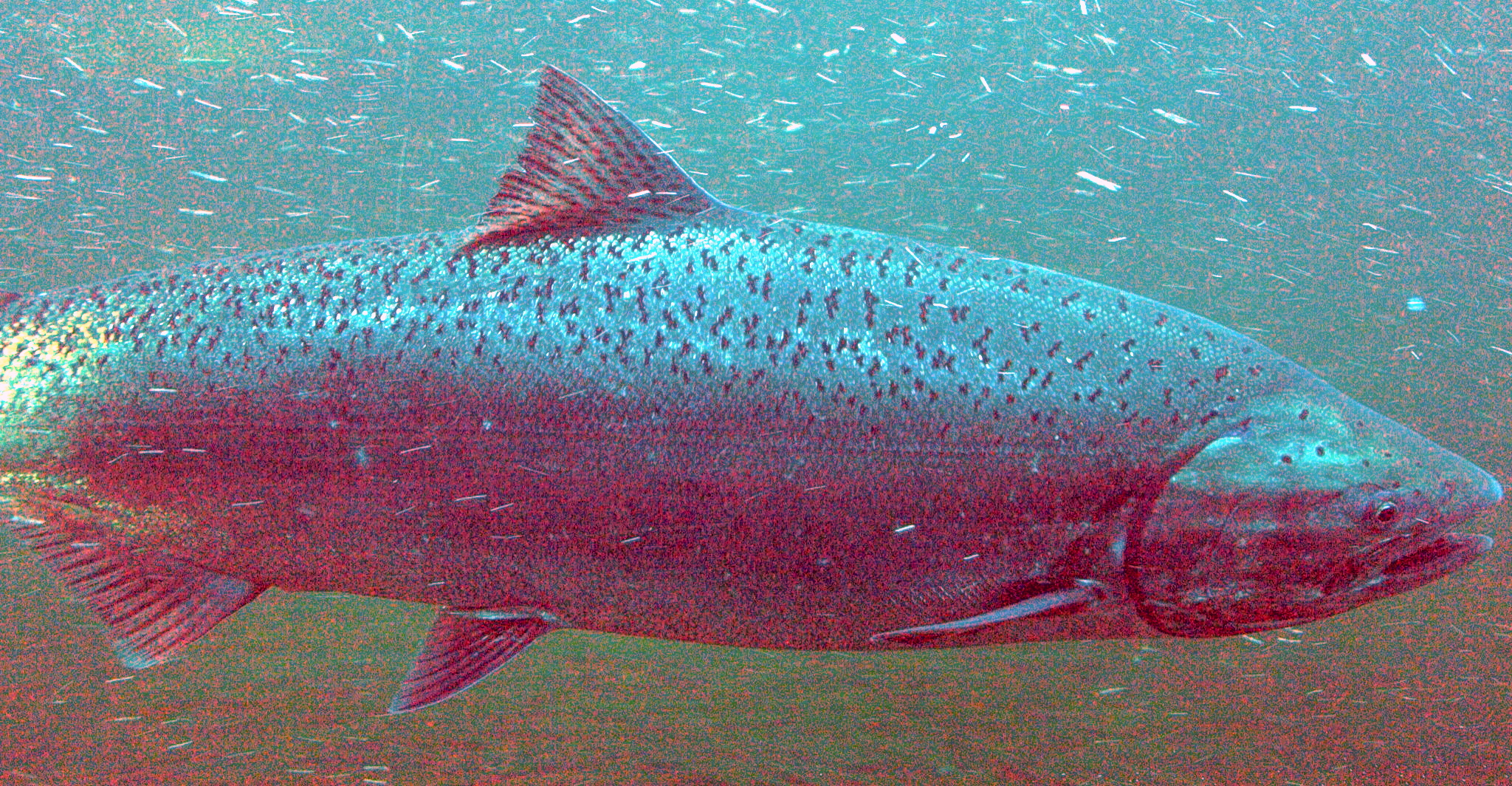
Exemplar de salmó reial del Pacífic

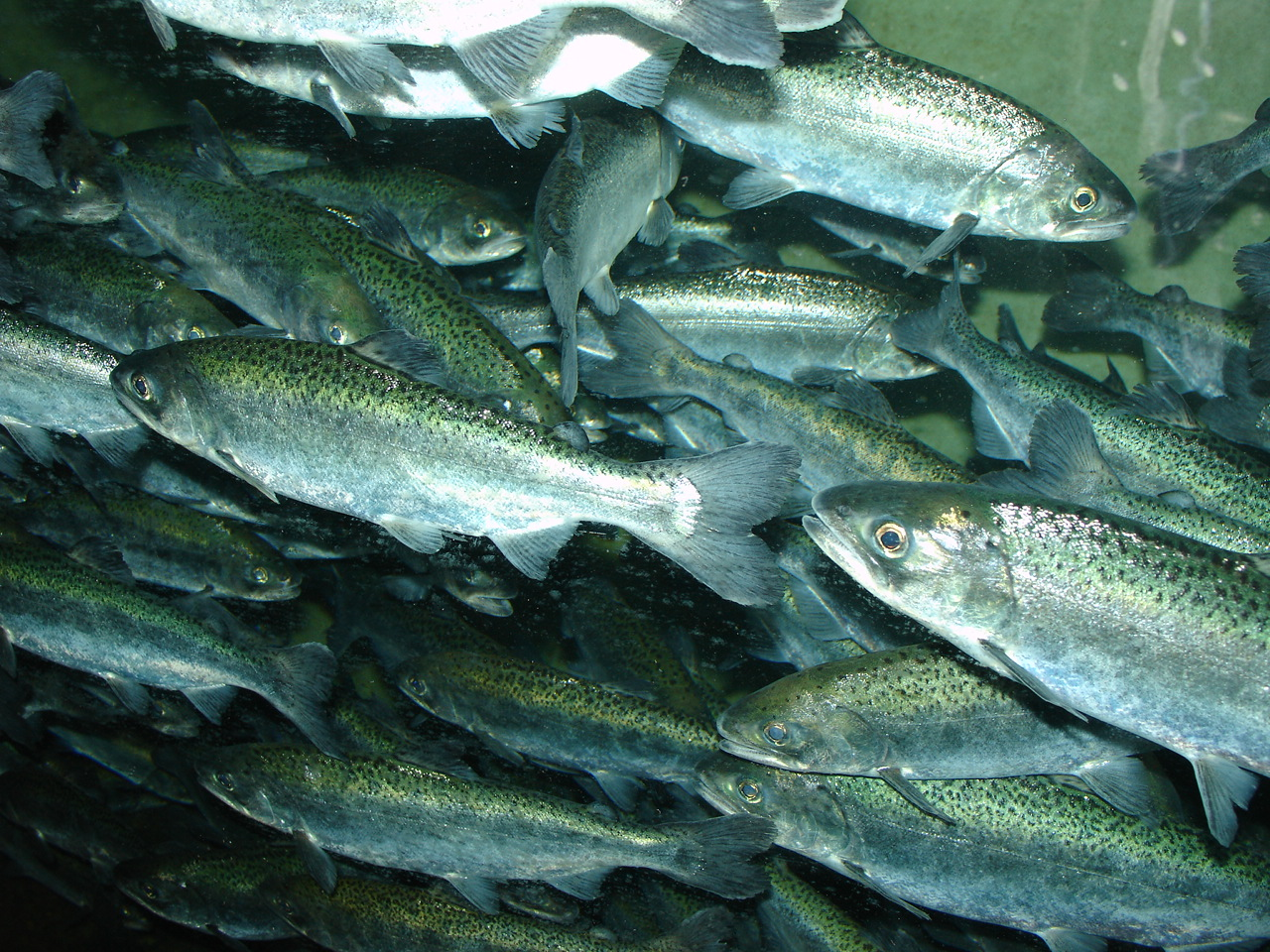
Cries de salmó reial del Pacífic

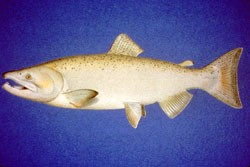
Oncorhynchus tshawytscha, probablement mascle, en el moment de la reproducció en aigua dolça

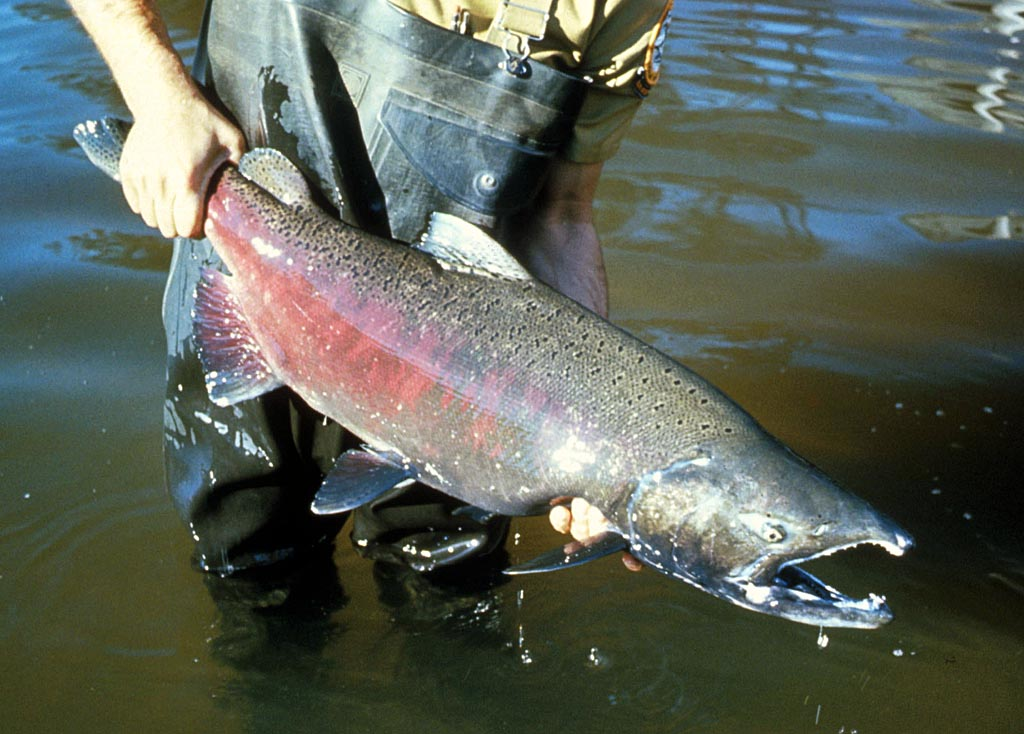
Exemplar de salmó reial del Pacífic en fase de fresa

El salmó reial o salmó reial del Pacífic (Oncorhynchus tshawytscha) és una espècie de peix de la família dels salmònids i de l'ordre dels salmoniformes.

## Morfologia
- Els mascles poden assolir 150 cm de longitud total[3] i 61,4 kg de pes.[4]
- Nombre de vèrtebres: 67-75.[5]

## Depredadors
És depredat per la perca americana, Ptychocheilus oregonensis, el llobarro atlàntic ratllat, Sander vitreus, Megalocottus platycephalus, la truita de Clark, la truita arc de Sant Martí, Salvelinus malma malma, el salmó platejat, la foca comuna i el tauró dormilega del Pacífic.

## Hàbitat
Viu en zones d'aigües dolces, salobres i marines temperades (72°N-27°N, 136°E-109°W) fins als 375 m de fondària.

## Distribució geogràfica
Es troba des de Point Hope (Alaska) fins al riu Ventura (Califòrnia, Estats Units), tot i que, ocasionalment, ha estat vist fins a San Diego (Califòrnia). També és present a Honshu (el Japó), el mar del Japó, el mar de Bering, el mar d'Okhotsk i el riu Coppermine (l'Àrtic canadenc).

## Longevitat
Pot arribar a viure 9 anys.